# أورنشولدسفيك

شعار مدينة أورنشولدسفيك

أورنشولدسفيك (بالسويدية:Örnsköldsvik ) مدينة تقع تحت في مقاطعة فسترنورلاند,السويد. يبلغ عدد سكانها 28.991 نسمة حسب إحصاء سكان عام 2010.
هي ميناء طبيعي تقع على حدود خليج بوثنيه والساحل الشمالي السويدي وهي معروفة باستيراد اللب, المنتوجات الورقية والمنتوجات الصناعية الثقيلة.
لدى أورنشولدسفيك سجل رائع من الحفاظ على البيئة, فالمدينة معروفة ك المكان الرئيسي لاختبار المركبات التي تعمل على غاز ميثانول.

## أعلام
- كييل سوبيرغ
- توماس هامربرغ
- صوفيا ياكوبسون
- بيتر فورسبرغ
- فيكتور هيدمان
- إيفرت كارلسون